# جياني روسي
جياني روسي (بالإيطالية: Gianni Rossi)‏ (14 أكتوبر 1936 البندقية إيطاليا - ) هو لاعب كرة قدم إيطالي، يلعب كلاعب وسط، لعب 201 مباراة وسجل 27 هدف.

## مسيرته

### مسيرته مع الأندية
- 1955 - 1962 لعب مع نادي فينيزيا 124 مباراة سجل خلالها 24 هدف.
- 1962 - 1963 لعب مع يوفنتوس 5 مباريات سجل خلالها هدف.
- 1963 - 1966 لعب مع نادي باري 55 مباراة سجل خلالها هدفين.
- 1968 - 1969 لعب مع Union Clodiense Chioggia FC [الإنجليزية]‏ 17 مباراة.

## روابط خارجية
- جياني روسي على موقع قاعدة بيانات كرة القدم.إي يو (الإنجليزية)
- جياني روسي على موقع عالم كرة القدم.نت (الإنجليزية)